# Уильям Эглстон в реальном мире
Уильям Эглстон в реальном мире (англ. William Eggleston in the Real World) — документальный фильм режиссёра Майкла Алмерейда о фотографе Уильяме Эглстоне, вышедший в 2005 году.

## Детали
Фильм раскрывает глубокую связь между личностью Уильяма Эглстона и его творчеством, а также раскрывает его параллельные занятия в качестве музыканта, рисовальщика и видеооператора. В фильме рассказывается о поездках Эглстона в Кентукки, Лос-Анджелес, Нью-Йорк, а также Мемфис, где Эглстон живёт.
Фильм был номинирован на премию Готэм (Gotham Award) за лучший документальный фильм от проекта независимого кинорежиссёра на Gotham Awards 2005.
Хизер Паркс и Джеймс Паттерсон были ассоциированными продюсерами; Дональд Розенфельд и Алексис Зуллас были исполнительными продюсерами.